# Prospherysa aemulans
Prospherysa aemulans är en tvåvingeart som beskrevs av Wulp 1890. Prospherysa aemulans ingår i släktet Prospherysa och familjen parasitflugor. Inga underarter finns listade i Catalogue of Life.